# 弓削智久
弓削 智久（ゆげ ともひさ、1980年5月25日 - ）は、日本の俳優。所属事務所はイトーカンパニー。既婚。

## 略歴
法政大学第一中学校、法政大学第一高等学校（現：法政大学高等学校）、法政大学社会学部社会政策学科卒業。
身長186cmの長身な足長スタイルと端整な顔立ちで高校時代には雑誌『東京ストリートニュース』で妻夫木聡らとともに「V.I.P高校生」と呼ばれるカリスマ読者モデルとして人気を博し、同時期に『ASAYAN』（テレビ東京）の全国男子高校生オーディションで選ばれ、パリコレモデルオーディションの最終選考まで残った。
1999年、『小市民ケーン』で本格的に俳優としてデビュー。その後、2002年に『仮面ライダー龍騎』に由良吾郎役として出演し、一般的な知名度を上げる。2006年には『仮面ライダーカブト』に三島正人役で再び平成仮面ライダーシリーズに出演し、そして2013年10月に『仮面ライダー鎧武/ガイム』に阪東清治郎役として出演した。
2007年秋公開の映画『サクゴエ』の脚本を執筆した。以後、脚本家としても活動している。その他にDJ活動も活発にこなし、大沢伸一など、数多くのアーティストと競演しており、劇団“ゼロマンション”に所属。第一回公演から出演している。
2013年12月23日に、一般女性（三宅裕司の娘）と結婚した。2020年8月27日に、第一子の女児が誕生した。

## 人物・エピソード
- 趣味：読書、バスケットボール、フットサル、DJ（ハウス、テクノ、エレクトロなど）。
- 免許・資格：中型8t限定免許・普通自動二輪免許。
- 子供のころはX JAPANの大ファンだった。中3の時に兄が聴いていたブラックミュージックにハマり、DJを始めた。趣味のDJは10年以上続けている。
- 仲のいい芸能人は自身の出世作『仮面ライダー龍騎』で共演していた萩野崇や須賀貴匡などの他、『仮面ライダーカブト』で共演していたキャストたち。
- 高校時代にモデルをやっていた雑誌『東京ストリートニュース』で自宅の部屋を紹介したところ、それを見た漫画家の森田まさのりが漫画『ROOKIES』で登場人物の安仁屋恵壹の部屋として弓削の部屋を勝手にモデルにし、そっくりそのまま描き掲載した。その後、『東京ストリートニュース』の雑誌の企画で森田本人に聞きに行ったところ弓削の部屋をモデルにしそっくりそのまま描いたことを認め、その代わりに『ROOKIES』第5巻に弓削が安仁屋の友人役として本人のまま登場している[8]。
- 北岡秀一 / 仮面ライダーゾルダ役の涼平によると主役である城戸真司 / 仮面ライダー龍騎役の最終オーデションまで残っていた。

## 出演
太字は主演・メインキャスト。

### 連続ドラマ
- 小市民ケーン（1999年7月6日 - 9月21日、フジテレビ） - 笠野伸二 役
- バーチャルガール 第1話（2000年1月15日、日本テレビ） - 慎也 役
- らぶ・ちゃっと 第14話「恋人レンタル」（2000年8月14日、フジテレビ） - 甲斐 役
- 仮面ライダーシリーズ（テレビ朝日）
  - 仮面ライダー龍騎（2002年2月3日 - 2003年1月19日） - 由良吾郎 役
  - 仮面ライダーカブト（2006年1月29日 - 2007年1月21日） - 三島正人 役
  - 仮面ライダー鎧武/ガイム（2013年10月6日 - 2014年9月28日） - 阪東清治郎 役
  - 烈車戦隊トッキュウジャーVS仮面ライダー鎧武 春休み合体スペシャル（2014年3月30日） - 阪東清治郎 役
- 逮捕しちゃうぞ 第6話（2002年11月21日、テレビ朝日） - 新田武志 役
- お義母さんといっしょ 第5・6話（2003年2月4日・2月11日、フジテレビ） - 有坂和則 役
- 美少女戦士セーラームーン 第9話（2003年11月29日、TBS） - 偽タキシード仮面 役
- ミステリー民俗学者 八雲樹 第3・4話（2004年10月29日・11月5日、テレビ朝日） - 宗像巧 役
- Sh15uya（2005年1月10日 - 3月28日、テレビ朝日） - ケンゴ / キル 役〔二役〕
- H2〜君といた日々（2005年1月13日 - 3月24日、TBS） - 大竹文雄 役
- ホーリーランド（2005年、テレビ東京） - 加藤 役
- アストロ球団 第9話（2005年、テレビ朝日） - 火野球九郎 役
- 牙狼シリーズ
  - 牙狼〈GARO〉 第8話（2005年、テレビ東京） - 美理の恋人 役
  - 絶狼〈ZERO〉-DRAGON BLOOD-（2017年、テレビ東京） - エデル / 鎧竜エデル 役
- トップキャスター 第6話（2006年、フジテレビ） - 佐野竹彦 役
- 新宿スワン（2007年、テレビ朝日） - 南ヒデヨシ 役
- ガリレオ 第5話（2007年、フジテレビ） - アーチェリー部の長谷部 役
- 斉藤さん（2008年、日本テレビ） - スポーツジムインストラクターの泉温之 役
- ケータイ捜査官7 第1話（2008年、テレビ東京） - 加賀流次 役
- 東京ゴースト・トリップ 第8話（2008年、TOKYO MX他） - 神崎研一郎 役
- キミ犯人じゃないよね? 第9話（2008年、テレビ朝日） - 椎名武士 役
- ごくせん 第3シリーズ 第10話（2008年、日本テレビ）
- シバトラ〜童顔刑事・柴田竹虎〜 第7話（2008年、フジテレビ） - 宍戸一郎 役
- 夢をかなえるゾウ「女の幸せ篇」（2008年、日本テレビ） - 城島和幸 役
- 特命係長 只野仁 4thシーズン 第38話（2009年、テレビ朝日） - 一輝 役
- サギ師リリ子 第9週（2009年、テレビ東京） - 堂本孝司 役
- 本音バナナ（2009年、フジテレビ） - 佃島一平 役
- 相棒 （テレビ朝日）
  - Season8 第1話（2009年、2時間スペシャル） - 脇田輝之 役
  - Season20 第11話（2022年、2時間スペシャル） - 結城宏 役
- 逃亡弁護士 第3話（2010年、フジテレビ） - 小森 役
- ハンマーセッション! 第5話（2010年、TBS） - 竜太 役
- 龍馬伝 第39回（2010年、NHK）
- 霊能力者 小田霧響子の嘘 第5話（2010年、テレビ朝日） - 後藤 役
- LADY〜最後の犯罪プロファイル〜 第7話（2011年、TBS） - 大川昭雄 役
- ハンチョウ〜神南署安積班〜 シリーズ4〜正義の代償〜 第11・12話（2011年、TBS） - 内藤英治 役
- からくり侍 セッシャー1（2011年、テレビ静岡） - 唐繰男 役
  - からくり侍 セッシャー1外伝 東海道中穴繰毛（2012年）
  - からくり侍 セッシャー1 第二章（2013年）
- 謎解きはディナーのあとで 第7話（2011年、フジテレビ） - 安田孝彦 役
- 妖怪人間ベム 最終話（2011年、日本テレビ） - 田丸信二 役
- 罪と罰 A Falsified Romance 第3・4話（2012年、WOWOW） - 窪田 役
- dinner 第6話（2013年、フジテレビ） - 男性客・森下賢也 役
- 紙の月 第1・4話（2014年、NHK総合） - 羽山 役
- ダークシステム 恋の王座決定戦（2014年、TBS） - 西園寺轟 役
- マルホの女〜保険犯罪調査員〜 第4話（2014年、テレビ東京） - 平原晃一 役
- BORDER 警視庁捜査一課殺人犯捜査第4係 第6話（2014年、テレビ朝日） - 津川利雄 役
- 喰う寝るふたり 住むふたり 第3話（2014年、NHK BSプレミアム） - 翔 役
- 死神くん 第7話（2014年、テレビ朝日） - マサト 役
- 東野圭吾「変身」 第1 - 3話（2014年、WOWOW） - 酒井 役
- 東京スカーレット〜警視庁NS係 第5話（2014年、TBS） - 横井剛史 役
- そこをなんとか2 第6話（2014年、NHK BSプレミアム） - 中村浩二 役
- 新・刑事吉永誠一 第2話（2014年、テレビ東京） - 江端篤志 役
- ヤメゴク〜ヤクザやめて頂きます〜 第3話（2015年4月30日、TBS） - 村崎亮 役
- アイムホーム 第7話（2015年5月28日、テレビ朝日） - 社内監査員今井 役
- デスノート（2015年7月5日 - 9月13日、日本テレビ） - 相沢周市 役
- ラブラブエイリアン 第5・12・16・17話（2016年7月28日・8月11日・25日、フジテレビ） - 高山正人 役
  - ラブラブエイリアン2 第6話・第8話（2018年2月6日・13日）
- 家政夫のミタゾノ 第2話（2016年10月28日、テレビ朝日） - 白岡一馬 役
- トドメの接吻（2018年1月7日 - 3月11日、日本テレビ） - 辻店長 役
- 噂の女 第1話（2018年4月14日、テレビ東京） - 金村雄介 役
- 刑事ゼロ 第4話（2019年1月31日、テレビ朝日） - 高沢真浩 役
- トレース〜科捜研の男〜（2019年1月 - 3月、フジテレビ） - 益山英彰 役
- 地獄のガールフレンド（2019年、FOD） - 山本 役
- 竜の道 二つの顔の復讐者（2020年7月28日 - 9月15日、関西テレビ・フジテレビ） - 時任弘幸 役
- 38歳バツイチ独身女がマッチングアプリをやってみた結果日記 第4話（2020年12月10日、テレビ東京） - 社長くん 役
- 大豆田とわ子と三人の元夫（2021年4月13日 - 6月15日、関西テレビ・フジテレビ） - 三上頼知 役
- ケイ×ヤク-あぶない相棒-（2021年1月13日 - 3月17日、読売テレビ・日本テレビ） - 蒼井 役
- 駐在刑事 Season3 第1話（2022年1月14日、テレビ東京） - 岩城隆一郎 役
- 刑事7人 Season8 最終話（2022年9月14日、テレビ朝日） - 小清水祐人 役
- 科捜研の女 season23 第6話（2023年9月20日、テレビ朝日） - 大倉大輔 役[9]
- Clubキャッテリア〜ラグとラガ〜（2024年4月3日・10日、日本テレビ） - アビシニアン 役[10]
- 演じ屋 Re:act（2024年5月24日 - 7月5日、WOWOW） - 越川則夫 役[11]
- ダブルチート 偽りの警官 Season1 第7話（2024年6月7日、テレビ東京・WOWOW） - 江藤龍弥 役[12]

### 単発ドラマ
- 世にも奇妙な物語 春の特別編「銃男」（2000年3月27日、フジテレビ） - 携帯電話男 役
- ナニワ金融道・6（2005年1月3日、フジテレビ） - 川田 雅彦 役
- 浅見光彦シリーズ23 日光殺人事件（2006年4月7日、フジテレビ） - 石山刑事 役
- あの日、僕らの命はトイレットペーパーより軽かった カウラ捕虜収容所からの大脱走（2008年7月8日、日本テレビ） - 南川忠司 役
- 農家の嫁は弁護士!神谷純子のふるさと事件簿4（2009年2月18日、テレビ東京） - 佐山隆弘 役
- トリハダ6（2009年10月7日、フジテレビ） - 相田一男 役
- 世にも奇妙な物語 21世紀 21年目の特別編「ドッキリチューブ」（2011年5月14日、フジテレビ） - 昭島秀樹 役
- 外科医 鳩村周五郎8（2011年7月1日、フジテレビ） - 浅沼清隆 役
- ドクロゲキ 後味の悪いサスペンス【内田誠篇】（2012年1月14日、フジテレビ） - 内田誠 役
- 特捜最前線×プレイガール2012（2012年8月30日、東映チャンネル） - 天満龍之介 役
- 人生は“サイテーおやじ”から教わった〜漫画家・西原理恵子〜（2013年2月10日、NHK）
- 多摩南署たたき上げ刑事・近松丙吉12（2014年8月20日、テレビ東京） - 夜須久範 役
- スペシャリスト3（2015年2月28日、テレビ朝日） - 天谷裕作 役
- 十津川警部シリーズ3「伊豆踊り子号殺人迷路」（2017年9月11日、TBS） - 小島繁 役
- 人類学者・岬久美子の殺人鑑定8（2019年6月27日、テレビ朝日） - 青嶋一彦 役
- 警視庁臨海署安積班（2021年2月8日、テレビ東京） - 池波昌三 役

### ウェブドラマ
- 仮面ライダーシリーズ
  - 仮面ライダーアマゾンズ Episode7・8（2016年5月13日・20日、Amazon Prime Video） - 下霜草司 役
  - RIDER TIME 仮面ライダー龍騎（2019年3月31日 - 4月14日、ビデオパス） - 由良吾郎[13] / 仮面ライダーゾルダ 役
- パンドラの果実〜科学犯罪捜査ファイル〜 Season2（2022年6月25日 - 、Hulu） - 遠藤和馬 役[14]
- 君と世界が終わる日に Season4（2023年3月19日 - 、Hulu）[15]
- トラックガール2（2025年5月31日〈予定〉、FOD）[16]

### 映画
- 9-NINE/ナイン（2000年11月4日） - カズヤ 役
- BOM!（2002年5月18日） - 早駆四郎 役
- 仮面ライダーシリーズ
  - 劇場版 仮面ライダー龍騎 EPISODE FINAL（2002年8月17日） - 由良吾郎 役
  - 劇場版 仮面ライダーカブト GOD SPEED LOVE（2006年8月5日） - 三島正人 役
  - 平成ライダー対昭和ライダー 仮面ライダー大戦 feat.スーパー戦隊（2014年3月29日） - 阪東清治郎 役
  - 劇場版 仮面ライダー鎧武 サッカー大決戦!黄金の果実争奪杯!（2014年7月19日） - 阪東清治郎 役
  - 仮面ライダー×仮面ライダー ドライブ&鎧武 MOVIE大戦フルスロットル（2014年12月13日） - 阪東清治郎 役
- 渋谷怪談（2004年2月7日） - 高原圭太郎 役
- 恋愛小説（2004年6月19日 - 8月13日） - 青田浩介 役
- すくらんぶる・ハーツ〜恋のソナタ（2004年6月19日、 MIRAI PICTURES JAPAN） - 田中一也 役
- スクール・ウォーズ HERO（2004年9月18日） - 荒井邦男 役
- 猿飛佐助 闇の軍団（2004年10月2日） - 卍 役
- 2番目の彼女（2004年11月27日） - 中途半端なハンサムスター 役
- 恋文日和 第1話「あたしをしらないキミへ」（2004年12月4日） - 増村保志 役
- 猿飛佐助 闇の軍団II（2005年9月24日） - 卍 役
- ウォーターズ（2006年3月11日） - ギャガ 役
- 刺青 SI-SEI（2006年2月25日） - 来栖精像 役
- 小さき勇者たち〜ガメラ〜（2006年4月29日）
- saru phase three（2006年） - 仲村武志 役
- 暗いところで待ち合わせ（2006年11月25日）
- saru phase three（2007年2月17日） - 中村武志 役
- ワルボロ（2007年9月8日） - パーポン 役
- 未来予想図 〜ア・イ・シ・テ・ルのサイン〜（2007年10月6日） - 平尾稔 役
- サクゴエ（2007年10月20日） - トミー 役 ※中村靖日とのダブル主演、弓削の初脚本作品
- 百万円と苦虫女（2008年7月19日） - 浜田武 役
- 地球でたったふたり（2008年9月20日） - 片岡清次 役
- オンナゴコロ（2009年3月7日） - タカシ 役
- short movie「FREE」（2009年6月5日）
- 今日からヒットマン（2009年9月26日） - 山羊沼 役
- バカは2回海を渡る（2009年11月28日）
- スラッカーズ 傷だらけの友情（2009年12月5日） - ゴリキ 役
- 彼岸島（2010年1月9日） - 斉藤健一（ケンちゃん） 役
- ちょんまげぷりん（2010年7月31日）
- Paradise Kiss（2011年6月4日） - カメラマン山口 役
- くノ一忍法帖 影ノ月（2011年6月4日） - 櫓平四朗 役
- 騒音（2015年5月23日） - ボス地底人 役
- スマホを落としただけなのに（2018年11月2日） - デルヘル店員
- 一人の息子（2018年7月7日） - 新山功治[17] 役
- 恋するアンチヒーロー THE MOVIE（2019年8月30日） - 滅田大介[18] 役
- 四十九 SeeK.1（2023年） [19]
- きみといた世界（2024年12月14日）[20]

### オリジナルビデオ
- 日本統一外伝 山崎一門5 横浜死闘篇（2022年10月25日） - アポロ

- 実録 柳川組 柳川次郎伝説 -完結-

### その他のTV番組
- 牙狼〈GARO〉金狼感謝祭2016生放送（2016年11月23日、ファミリー劇場HD）

### ラジオドラマ
- 円都通信　SEEDS OF MOVIES「Bandage」（2005年2月2日 - 3月31日、TOKYO-FM） - 倉田リュージ 役
- FMシアター 「私は"サバイバー"」（2017年7月1日、NHK-FM）[21]

### 舞台
- こもれびの中で / 弓削くん、危機一髪（二作品連続上演）（2001年1月5日 - 14日）
- 君を感じる時 / 恋するドライアイ（二作品連続上演）（2001年8月1日 - 5日）
- Knock.Out.Brother（2003年7月15日 - 21日）
- 日ノ丸レストラン（2004年2月18日 - 29日）
- K.O.B（2004年8月4日 - 15日）
- ピルグリム〜2005 style〜（2005年7月6日 - 14日）
- 私がオバさんになってる!?（2006年12月26日 - 30日、米米CLUB演劇部、於：東京芸術劇場 中ホール）
- アリスの愛はどこにある（2007年4月4日 - 8日）
- 朗読劇「アノトキノキオク」（2007年10月14日、於：OMEGA Tokyo）
- 朗読劇『あした』〜空の機嫌はどうか〜（2008年4月4日 - 6日、於：シアターVアカサカ）
- 飛び降りたらトランポリン（2008年6月3日 - 8日、キティ・フィルムプロデュース、於：ベニサン・ピット）
- 暁の誓い（2009年4月15日 - 19日）
- エドワード・ボンドの『リア』（2009年11月20日 - 12月23日）
- わらいのまち（2011年9月4日 - 11月3日、東京セレソンデラックス）
- ピリオド（2012年4月3日 - 4月20日、東京セレソンデラックス）
- 龍馬がいっぱい（2012年7月11日 - 14日、ゼロマンション）
- 笑う巨塔（2012年10月3日 - 12月2日、東京セレソンデラックス）
- おれの舞台（2013年4月13日 - 21日、劇団たいしゅう小説家）
- ふらちな侍（2013年5月23日 - 26日、ゼロマンション）
- くちづけ（2015年10月7日 - 12月13日、タクフェス第3弾）
- あいあい傘（2018年10月5日 - 12月9日、タクフェス第6弾） - 敏男 役
- PSYCHO-PASS サイコパス Virtue and Vice 2（〈東京〉2020年11月20日 - 11月29日、〈大阪〉2020年12月3日 - 6日） - 周麟太郎 役

### CM
- 講談社「週刊再現日本史」（2001年） - 坂本竜馬 役
- ボーダフォン「ライバル」編（2005年）
- 日本自転車振興会「KEIRIN 9ways」（2007年） - 魚屋 役（声のみの出演）

### ゲーム
- 仮面ライダーバトル ガンバライジング（2020年、アーケード） - 仮面ライダーザビー（三島）[22]、仮面ライダーゾルダ（由良）[23] 役
- 仮面ライダーバトル ガンバレジェンズ（2023年、アーケード） - 仮面ライダーゾルダ（由良） 役

## 作品

### 脚本
- サクゴエ（2007年公開）監督本田隆一 ※初脚本作品
- 朗読劇『あした』〜空の機嫌はどうか〜

### 連載
- TVぴあ コラム『ユゲのねじ』
- Men's Styling コラム『FREE YOUR MIND』
- men's STAGE コラム『YUGEVOIR DOGS』

### 写真集
- 男子高校生 1998 SUPER BOYS FILE（1998年12月、ワニブックス） ISBN 4847026152
- MeN SEX BEAUTY（1999年11月、ぶんか社） ISBN 482116079X
- その男、ゾルダ 仮面ライダー龍騎フォトアルバム（2002年12月18日）
- フォトブック『BALANCE』（2004年2月、美術出版社） ISBN 456822117X
- 一試合完全燃焼!―アストロ球団キャラクター写真集（2005年11月、美術出版社） ISBN 4568120683

### DVD
- 24 MY WORLD 弓削智久（2004年11月25日、ベガファクトリー）VEVD-013